# Komlan Mally
Komlan Mally (12 dicembre 1960) è un politico togolese.
È stato Primo ministro del Togo dal dicembre 2007 al settembre 2008.
Dal 2008 al 2011 ha ricoperto il ruolo di Ministro della salute.